# عصب إنتهائي
العصب القحفي الصفري أو العصب الانتهائي (بالإنجليزية: Cranial nerve zero) اكتشفه العالم الألماني جوستاف فريتش في العام 1878 في دماغ سمك القرش. واكتشف لأول مرة في جسم الإنسان عام 1913 ، إلا أن جدلًا كبيرًا - ما يزال مستمرًا - دار حول وجوده في جسم الإنسان.

## التشريح
ينشأ العصب الصفري من تجويف الأنف ،ثم يدخل المخ على شكل ضفيرة مجهرية مكونة من أعصاب طرفية عديمة الميالين.
غالبا ما يغفل العلماء عن فحص هذا العصب في الجثث، حيث أنه رفيع مما يؤدي إلى تمزقه عند إخراج المخ.
تتم عملية التشريح بحرص شديد حفاظا على العصب من التمزق وبالتالي إمكانية فحصه.
لا تزال اهمية هذا العصب غير محددة جيدا لذا يتم تجاهله في مراجع التشريح.

## الوظيفة
على الرغم من قرب العصب الصفري من العصب الشمي إلا أنه غير متصل بالبصلة الشمية المسؤولة عن الشم.
يعتقد أن هذا العصب أثاري، أو انه مسؤول عن إدراك الفيرومونات حيث وجد أنه متصل بالنوى الحاجزية الإنسية والوحشية والمنطقة أمام البصرية، وجميع هذه المناطق تعد مسئولة عن تنظيم وتحفيز السلوك الجنسي في الثدييات.

## مقالات ذات صلة
- مخارج الأعصاب القحفية
- قائمة مصطلحات تشريح الأعصاب